# Benjamin Thomsen
Benjamin („Ben“) Thomsen (* 25. August 1987 in Invermere, British Columbia) ist ein kanadischer Skirennläufer. Er startet seit 2010 im Weltcup und ist vor allem in den schnellen Disziplinen Abfahrt und Super-G erfolgreich.

## Biografie
Thomsen wuchs in Invermere auf und erlernte das Skifahren im Alter von drei Jahren und nahm als Fünfjähriger erstmals an Rennen teil. Seine Mutter leitete die örtliche Skischule, während sein Vater die Jugendauswahl der Provinz British Columbia trainierte. Im Dezember 2012 begann er an FIS-Rennen teilzunehmen; es dauerte aber mehr als zwei Jahre, bis er es erstmals unter die besten zehn schaffte. Der erste Sieg in einen FIS-Rennen gelang ihm schließlich im Dezember 2007. Im Nor-Am Cup startete Thomsen erstmals im Dezember 2004, doch auch hier erreichte er anfangs keine nennenswerten Resultate. Erst in der Saison 2006/07 konnte er mehrmals punkten. Ebenso startete er bei den Juniorenweltmeisterschaften 2007 in Zauchensee. Da ausreichende Ergebnisse im Nor-Am Cup weiterhin ausblieben, musste er die Provinzauswahl verlassen. Um weiterhin Trainings und Reisen zu den Rennen finanzieren zu können, war er unter anderem als Gärtner und Bauarbeiter tätig.
Bei den Olympischen Winterspielen 2010 kam Thomsen als Vorläufer zum Einsatz und erhielt daraufhin die Möglichkeit, an Weltcuprennen teilzunehmen. Sein Weltcup-Debüt hatte er am 6. März 2010 in Kvitfjell, wo er in der Abfahrt auf Platz 43 fuhr. In der folgenden Saison 2010/2011 startete er bereits regelmäßig im Weltcup. Dabei erhielt er finanzielle Unterstützung durch die Sponsoren von Manuel Osborne-Paradis. Kurz nachdem Thomsen im Nor-Am Cup die erste Podestplatzierung geschafft hatte, gewann er am 18. Dezember 2010 seine ersten Weltcuppunkte, als er auf der Saslong in Gröden mit Startnummer 58 den 16. Platz in der Abfahrt erzielte. Er nahm auch an den Weltmeisterschaften 2011 in Garmisch-Partenkirchen teil und wurde daraufhin in die Nationalmannschaft aufgenommen.
Am 4. Februar 2012 erreichte Thomsen mit Startnummer 50 den fünften Platz in der Abfahrt von Chamonix und damit sein erstes Top-10-Ergebnis im Weltcup. Eine Woche später fuhr er bei der Olympia-Hauptprobe in Krasnaja Poljana bei Sotschi auf den zweiten Platz, gleichbedeutend mit seiner ersten (und bisher einzigen) Weltcup-Podestplatzierung. In der Folge konnte Thomsen jedoch nicht an diese Leistungen anknüpfen: In der Saison 2012/13 klassierte er lediglich sechsmal in den Punkterängen, in der Saison 2013/14 sogar nur zweimal. Bei den Olympischen Winterspielen 2014 in Sotschi fuhr er in der Abfahrt auf Platz 19.
Nach fast drei Jahren gelang Thomsen im Februar 2015 wieder ein Top-10-Ergebnis, ebenso im Dezember desselben Jahres. Aufgrund von Kniebeschwerden verpasste er den größten Teil der Saison 2016/17 und musste sich einer Operation unterziehen lassen. Mit vier Ergebnissen in den Punkterängen qualifizierte er sich für die Olympischen Winterspiele 2018 in Pyeongchang, wo er Platz 28 in der Abfahrt erzielte. Im Vergleich zu den Vorjahren verbesserten sich seine Leistungen im Winter 2018/19 deutlich: Dreimal gelang es ihm, sich im Weltcup unter den besten zehn zu klassieren. Außerdem ist sein siebter Platz in der Abfahrt von Åre das bisher beste Ergebnis bei Weltmeisterschaften.

## Erfolge

### Olympische Spiele
- Sotschi 2014: 19. Abfahrt
- Pyeongchang 2018: 28. Abfahrt

### Weltmeisterschaften
- Garmisch-Partenkirchen 2011: 18. Abfahrt, 19. Super-G
- Schladming 2013: 17. Abfahrt, 19. Super-G
- Vail/Beaver Creek 2015: 27. Super-G, 18. Abfahrt
- Åre 2019: 7. Abfahrt, 17. Super-G

### Weltcup
- 10 Platzierungen unter den besten zehn, davon 1 Podestplatz

### Weltcupwertungen
| Saison  | Gesamt | Gesamt | Abfahrt | Abfahrt | Super-G | Super-G | Kombination | Kombination |
| Saison  | Platz  | Punkte | Platz   | Punkte  | Platz   | Punkte  | Platz       | Punkte      |
| ------- | ------ | ------ | ------- | ------- | ------- | ------- | ----------- | ----------- |
| 2010/11 | 109.   | 35     | 37.     | 33      | –       | –       | 54.         | 2           |
| 2011/12 | 42.    | 216    | 15.     | 212     | 58.     | 4       | –           | –           |
| 2012/13 | 77.    | 72     | 30.     | 69      | 50.     | 3       | –           | –           |
| 2013/14 | 97.    | 31     | 39.     | 22      | 43.     | 9       | –           | –           |
| 2014/15 | 73.    | 81     | 25.     | 81      | –       | –       | –           | –           |
| 2015/16 | 81.    | 88     | 28.     | 88      | –       | –       | –           | –           |
| 2017/18 | 88.    | 49     | 32.     | 39      | 42.     | 10      | –           | –           |
| 2018/19 | 52.    | 147    | 17.     | 129     | 41.     | 18      | –           | –           |
| 2019/20 | 115.   | 29     | 39.     | 29      | –       | –       | –           | –           |

### Nor-Am Cup
- Saison 2009/10: 7. Abfahrtswertung, 10. Super-G-Wertung
- Saison 2010/11: 7. Abfahrtswertung
- Saison 2017/18: 4. Abfahrtswertung
- 2 Podestplätze

### Juniorenweltmeisterschaften
- Zauchensee 2007: 23. Abfahrt, 27. Super-G

### Weitere Erfolge
- 1 kanadischer Meistertitel (Super-G 2014)
- 19 Siege in FIS-Rennen